# Neastacilla californica
Neastacilla californica is een pissebed uit de familie Arcturidae. De wetenschappelijke naam van de soort is voor het eerst geldig gepubliceerd in 1918 door Boone.